# Inteligencia interpersonal
La inteligencia interpersonal o inteligencia social es la capacidad de una persona para comprender a otras personas con las que se relaciona, comunicarse con ellas e interactuar satisfactoriamente. 
La inteligencia interpersonal corresponde a una de las inteligencias del modelo propuesto por Howard Gardner en la teoría de las inteligencias múltiples. 
El adjetivo interpersonal hace referencia a aquello que se establece o se lleva a cabo entre, al menos, dos personas.
La inteligencia social, cualidad de una persona, no debe confundirse con la inteligencia colectiva, cualidad de un grupo de individuos.

## Características
La inteligencia interpersonal determina la elección de la pareja, los amigos y, en gran medida, el éxito en el trabajo o en el estudio. La inteligencia interpersonal se basa en el desarrollo de dos grandes tipos de capacidades, la empatía y la capacidad de manejar las relaciones interpersonales.
La inteligencia interpersonal forma parte del modelo de inteligencias múltiples de Howard Gardner, aunque otras corrientes psicológicas la denominan empatía. El modelo de Gardner propugna que no existe una única forma de entender el concepto de inteligencia ya que eso es un enfoque restrictivo del problema, sino una multiplicidad de perspectivas en adecuación a los distintos contextos vitales del hombre y de los animales. En principio propuso 7, que luego aumentó a 8. Es la inteligencia relacionada con la actuación y propia comprensión acerca de los demás, como por ejemplo notar las diferencias entre personas, entender sus estados de ánimo, sus temperamentos, intenciones, etc.
La inteligencia interpersonal permite comprender a los demás y comunicarse con ellos, teniendo en cuenta sus diferentes estados de ánimo, temperamentos, motivaciones y habilidades. Incluye la capacidad para establecer y mantener relaciones sociales y para asumir diversos roles dentro de grupos, ya sea como un miembro más o como líder. Este tipo de inteligencia la podemos detectar en personas con habilidades sociales definidas, políticos, líderes de grupos sociales o religiosos, docentes, terapeutas y asesores educativos. Y en todos aquellos individuos que asumen responsabilidades y muestran capacidad para ayudar a otros. Son aquellos individuos que poseen la llave de las relaciones humanas, del sentido del humor: desde pequeños disfrutan de la interacción con amigos y compañeros escolares, y en general no tienen dificultades para relacionarse con personas de otras edades diferentes a la suya. Algunos presentan una sensibilidad especial para detectar los sentimientos de los demás, se interesan por los diversos estilos culturales y las diferencias socioeconómicas de los grupos humanos. La mayoría de ellos influyen sobre otros y gustan del trabajo grupal especialmente en proyectos colaborativos. Son capaces de ver distintos puntos de vista en cuanto a cuestiones sociales o políticas, y aprecian valores y opiniones diferentes de las suyas. Suelen tener buen sentido del humor y caer simpáticos a amigos y conocidos, siendo ésta una de las más apreciadas de sus habilidades interpersonales, ya que son sociables por naturaleza. Podemos decir que una vida plenamente feliz depende en gran parte de la inteligencia interpersonal. La Inteligencia Interpersonal está relacionada con el contacto persona a persona y las interacciones efectuadas en agrupaciones o trabajos en equipo. El estudiante con inteligencia interpersonal tiene la facultad de interactuar verbal y no verbalmente con personas o con un grupo de personas; y es quien toma el papel de líder.

## Aspectos biológicos
La inteligencia interpersonal tiene directa relación con el área de la corteza cerebral llamado lóbulo frontal. Esta área del cerebro posee la llamada área de Broca que es la encargada de la producción lingüística y oral, además de las funciones ejecutivas que manejan la conducta, atención y planificación, entre otras.